# Église Saint-Pierre de Molières
L'église Saint-Pierre est située à Molières, un hameau de la commune française de Chemazé  L'édifice est inscrit  aux monuments historiques.

## Localisation
L'église est située dans le bourg de Molières.

## Historique
L'église, dédiée à saint Pierre, comprend une courte nef, un chœur étroit en hémicycle, voûté et accosté au midi d'une tour. La tour de l'église n'a qu'une seule ouverture en forme de meurtrière sur chaque côté. Le beffroi et le clocher en charpenterie figurent une pyramide écrasée. Le chœur et la nef ont conservé tout leur caractère roman. L'édifice repose sur un roc de grès dans lequel est creusé un caveau.
Outre le maître autel où sont les statues de saint Pierre et de saint Julien et un tableau du rosaire, deux petits autels de la Vierge et de Saint-Sébastien (modo du Sacré-Cœur) flanquent l'entrée du chœur. 
Le tabernacle fut acheté au couvent des Ursulines de Château-Gontier par René Poisson, en 1696, pour 30 ₶ ; sur la chaire on lit la date 1771. Une messe par semaine fut fondée en 1650 sur la Freslonnière par h. f. Renée Busson, femme de Jean Dezeré.

### Sources partielles
- « Église Saint-Pierre de Molières », dans Alphonse-Victor Angot et Ferdinand Gaugain, Dictionnaire historique, topographique et biographique de la Mayenne, Laval, A. Goupil, 1900-1910 [détail des éditions] (BNF 34106789, présentation en ligne)